# Moinho coloidal
Um moinho coloidal é um equipamento utilizado geralmente pela indústria química, alimentícia ou farmacêutica, para a homogeneização, dispersão e moagem. O material sofre alta rotação e grandes forças de cisalhamento, provocando moagem extremamente fina.